# Xã Mosher, Quận Mellette, Nam Dakota
Xã Mosher (tiếng Anh: Mosher Township) là một xã thuộc quận Mellette, tiểu bang Nam Dakota, Hoa Kỳ. Năm 2010, dân số của xã này là 24 người.